# سفارة الجزائر في فرنسا
سفارة الجزائر في فرنسا هي أرفع تمثيل دبلوماسي لدولة الجزائر لدى فرنسا. تقع السفارة في شارع لشبونة بباريس، وهي تهدف لتعزيز المصالح الجزائرية في فرنسا.

## سفراء
- عمار بن جامع، منذ 2013 وحتى ديسمبر 2016.

## وصلات خارجية
- الموقع الرسمي
- قائمة سفارات الجزائر
- قائمة السفارات في فرنسا